# Richard Hein

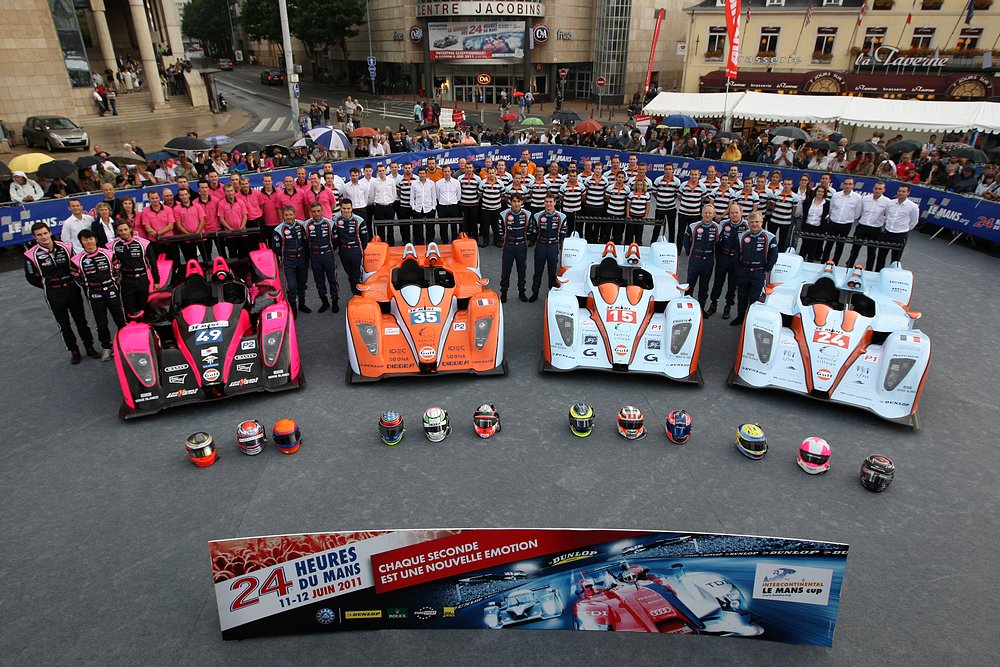
Richard Hein (in der Mitte des Fahrertrios neben dem Pescarolo 01 mit der Startnummer 24) bei der Teamvorstellung zum 24-Stunden-Rennen von Le Mans 2011

Richard Hein (* 24. Juni 1958 in Monaco) ist ein ehemaliger monegassischer Autorennfahrer.

## Karriere als Rennfahrer
Richard Hein war zwischen 2007 und 2012 im Sportwagensport aktiv. Er debütierte 2008 beim 24-Stunden-Rennen von Le Mans; 2010 erreichte er mit dem 9. Gesamtrang seine beste Platzierung bei diesem Langstreckenrennen. Sein größter internationaler Erfolg war der Sieg in der LMP2-Klasse der Asian Le Mans Series 2009.

## Statistik

### Le-Mans-Ergebnisse
| Jahr | Team            | Fahrzeug     | Teamkollege        | Teamkollege     | Platzierung | Ausfallgrund |
| ---- | --------------- | ------------ | ------------------ | --------------- | ----------- | ------------ |
| 2008 | Saulnier Racing | Pescarolo 01 | Marc Faggionato    | Jacques Nicolet | Rang 26     |              |
| 2009 | OAK Racing      | Pescarolo 01 | Jean-François Yvon | Jacques Nicolet | Rang 20     |              |
| 2010 | OAK Racing      | Pescarolo 01 | Jean-François Yvon | Jacques Nicolet | Rang 9      |              |
| 2011 | OAK Racing      | Pescarolo 01 | Jean-François Yvon | Jacques Nicolet | Ausfall     | Wagenbrand   |

### Sebring-Ergebnisse
| Jahr | Team       | Fahrzeug     | Teamkollege     | Teamkollege        | Platzierung | Ausfallgrund |
| ---- | ---------- | ------------ | --------------- | ------------------ | ----------- | ------------ |
| 2011 | OAK Racing | Pescarolo 01 | Jacques Nicolet | Jean-François Yvon | Ausfall     | Motorschaden |